# اوله خروستاوکا
اوله خروستاوکا (اوکراینی: Олег Романович Хруставка؛ زادهٔ ۲۰ آوریل ۱۹۹۸) بازیکن فوتبال اهل اوکراین است.